# Năpradea
Năpradea (en hongrois Náprád, en allemand Rübendorf) est une commune roumaine du județ de Sălaj, dans la région historique de Transylvanie et dans la région de développement du Nord-ouest.

## Géographie
La commune de Năpradea est située dans le nord du județ, à la limite avec le județ de Maramureș, sur la rive droite de la Someș entre les terrasses alluviales de la rivière et les collines Dealul Mare, à 13 -km au nord de Jibou et à 41 km au nord-est de Zalău, le chef-lieu du județ.
La municipalité est composée des cinq villages suivants (population en 2002) :
- Cheud (1 014) ;
- Năpradea (871), siège de la commune ;
- Someș-Guruslău (485) ;
- Traniș (405) ;
- Vădurele (257).

## Histoire
La première mention écrite du village de Năpradea date de 1387 sous le nom de Naprad de même que le village de Someș-Guruslău. Les villages de Cheud et de Traniș sont mentionnés en 1475 et celui de Vădurele en 1543.
La commune, qui appartenait au royaume de Hongrie, faisait partie de la principauté de Transylvanie et elle en a donc suivi l'histoire.
Après le compromis de 1867 entre Autrichiens et Hongrois de l'empire d'Autriche, la principauté de Transylvanie disparaît et, en 1876, le royaume de Hongrie est partagé en comitats. Năpradea intègre le comitat de Szilágy (Szilágy vármegye).
À la fin de la Première Guerre mondiale, l'Empire austro-hongrois disparaît et la commune rejoint la Grande Roumanie.
En 1940, à la suite du deuxième arbitrage de Vienne, elle est annexée par la Hongrie jusqu'en 1944. Elle réintègre la Roumanie après la Seconde Guerre mondiale.

## Religions
En 2002, la composition religieuse de la commune était la suivante :
- Chrétiens orthodoxes, 87,14 % ;
- Pentecôtistes, 9,12 % ;
- Grecs-Catholiques, 2,14 % ;
- Baptistes, 0,92 %.

## Démographie
En 1910, à l'époque austro-hongroise, la commune comptait 3 678 Roumains (91,63 %), 229 Hongrois (5,71 %) et 21 Allemands (0,52 %).
En 1930, on dénombrait 3 891 Roumains (94,05 %), 47 Hongrois (1,14 %), 89 Juifs (2,15 %) et 109 Tsiganes (2,63 %).
En 1956, après la Seconde Guerre mondiale, 4 526 Roumains (99,47 %) côtoyaient 9 Hongrois (0,20 %) et 15 Tsiganes (0,33 %).
En 2002, la commune comptait 2 845 Roumains (94,01 %), 11 Hongrois (0,36 %) et 170 Tsiganes (5,61 %). On comptait à cette date 1 565 ménages et 1 204 logements.
| 1850  | 1880  | 1900  | 1910  | 1920  | 1930  | 1941  | 1956  | 1966  |
| ----- | ----- | ----- | ----- | ----- | ----- | ----- | ----- | ----- |
| 3 898 | 3 189 | 3 544 | 4 014 | 3 900 | 4 137 | 4 540 | 4 550 | 4 181 |

| 1977  | 1992  | 2002  | 2007  | - | - | - | - | - |
| ----- | ----- | ----- | ----- | - | - | - | - | - |
| 3 827 | 3 095 | 3 026 | 2 934 | - | - | - | - | - |

## Économie
L'économie de la commune repose sur l'agriculture, l'élevage et l'exploitation des forêts.

## Communications

### Routes
Năpradea est située sur la route régionale DJ108E qui rejoint le village de Cheud au nord et Someș-Guruslău et la DJ108A vers Jibou au sud.

## Lieux et monuments

### Églises en bois
- Vădurele, église orthodoxe de la Dormition de la Vierge datant du XVIIe siècle[5].

### Autres églises remarquables
- Traniș, église grecque-catholique des Sts Archanges datant de 1912[6].

- Traniș, église orthodoxe datant de 1912[6].

- Cheud, église orthodoxe datant de 1891[6].

### Autres curiosités
- Vallée de la Someș, et notamment son défilé à son entrée dans le județ de Maramureș.

- Cheud, ruines du château médiéval d'Aranais.

- Cheud, ruines d'une église bénédictine.